# Elias Steiniger
Elias Steiniger Junior (getauft 10. Februar 1595 in Abertham; † 1659) war ein böhmischer Bergbeamter. Er war Schichtmeister in Hengstererben, Berggeschworener in St. Joachimsthal und Bergmeister von Platten.

## Leben
Elias Steiniger war der Sohn des Schulmeisters und Kantors von Abertham Elias Steiniger Senior und dessen Ehefrau Catharina geb. Kolb, der Tochter des Bergmeisters von St. Joachimsthal Gabriel Kolb. Seit 1625 war er als Schichtmeister auf dem Hengsterben bei Abertham tätig. Seit 1629 erscheint er als Berggeschworener in St. Joachimsthal. Nachdem der Bergmeister von Platten Johann Löbel sein Amt niedergelegt und aus Glaubensgründen das Land verlassen hatte, übernahm er 1651 dort dessen Amt. Er verblieb in dieser Funktion bis zu seinem Tode 1659. Sein Nachfolger wurde Christoph Haas. Möglicherweise war der Schichtmeister und Hammerherr von Rautenkranz Elias Steiniger sein Sohn. Sein Vetter war der Bergmeister von Gottesgab und Bürgermeister von St. Joachimsthal Johann Gabriel Macasius.

## Familie
Steiniger war seit 1620 mit Anna Maria Beer der Tochter von Matthes Beer verheiratet. Aus der Ehe sind folgende Kinder bekannt:
- Anna Maria (getauft 29. Januar 1625 in Abertham)
- Barbara (getauft 24. März 1627 in Abertham)
- Elias (getauft 2. September 1629 in Abertham)
- Matthaeus (getauft 25. Januar 1641 in Abertham)